# مايك سنكلير
مايك سنكلير (بالإنجليزية: Mike Sinclair)‏ هو لاعب كرة قدم بريطاني، ولد في 13 أكتوبر 1938 في غريمسبي ‏ في المملكة المتحدة، وتوفي بنفس المكان في 12 مايو 2017. لعب مع غريمسبي تاون.